# Leopold Philipp Kolowrat-Krakowsky

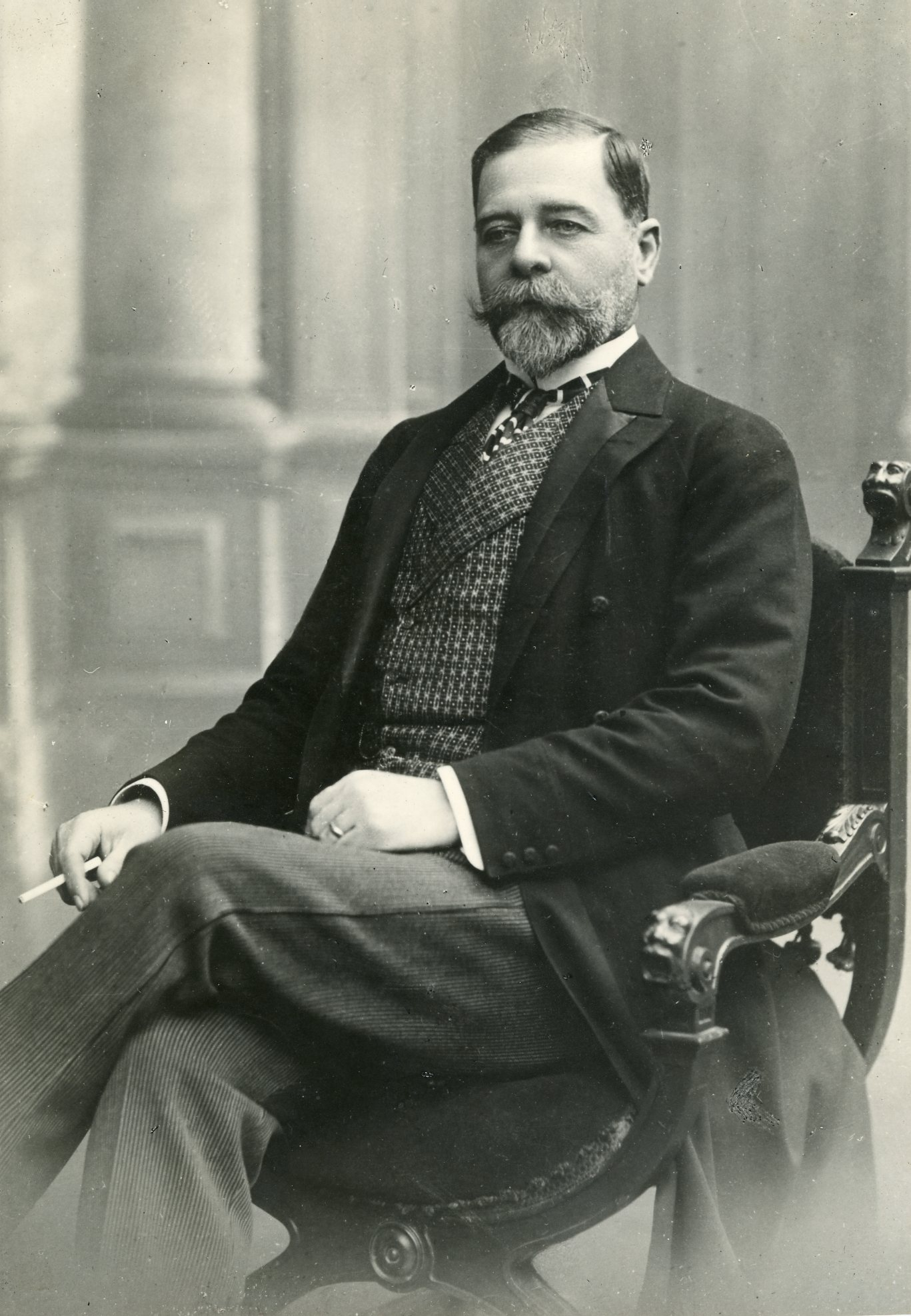
Leopold Philipp Graf Kolowrat-Krakowsky

Leopold Philipp Graf Kolowrat-Krakowsky (tschechisch Leopold Filip Krakovský z Kolovrat; * 14. März 1852 in Venedig; † 19. März 1910 in Wien) war ein österreichischer Großgrundbesitzer, Inhaber der Familienfideikommisse der Linien Kolowrat-Krakowsky und Kolowrat-Nowohradsky sowie Parlamentarier.

## Leben
Kolowrat-Krakowsky wurde 1852 in Venedig als ältester Sohn des k.k. Feldmarschallleutnants, Leopold Raimund Graf Kolowrat-Krakowsky (1804–1863), und dessen Frau Natalie geborene Blaszczyńska (1828–1861) geboren. Wegen der am 11. Juni 1850 ohne kaiserliche Erlaubnis mit der polnischen Ballerina geschlossenen Ehe wurde sein Vater durch Kaiser Franz Joseph I. als Gouverneur des Herzogtums Venedig abberufen und nach Ungarn versetzt; hochverschuldet und depressiv wurde er 1862 in den Ruhestand gesetzt und fand seine Bleibe in einem Wiener Spital für verarmte Soldaten.
Leopold Philipp Kolowrat-Krakowsky besuchte von 1862 bis 1871 das Wiener Gymnasium am Theresianum. Danach belegte er bis 1873 ein Studium der Rechtswissenschaften an der Universität Wien, das er nicht abschloss.
Wegen einer Beziehung zu Anna Gräfin von Waldstein-Wartenberg (1853–1903) geriet Kolowrat-Krakowsky mit seinem Nebenbuhler Wilhelm Prinz zu Auersperg (1854–1876) in Streit, weil dieser einen an ihn adressierten Brief der Geliebten unterschlagen und an die Mutter der Dame weitergeleitet haben soll. Nachdem Auersperg ihm zweimal die Genugtuung verweigert hatte, ohrfeigte ihn Kolowrat-Krakowsky nach Beendigung seines einjährigen Militärdienstes auf dem Prager Bahnhof vor seiner Reise zu einem Wettrennen in Preßburg und forderte ihn erneut zum Duell heraus. Auf Grund seiner öffentlichen Demütigung forderte nun auch Auersperg das Duell. Am 6. Mai 1876 trafen sich beide Kontrahenten im Garten des Grafen Clam-Gallas in Koschirsch bei Prag zu einem Pistolenduell, bei dem vier Schüsse abgegeben wurden. Auersperg wurde dabei im Unterleib schwer verwundet und verstarb am Tag danach im Prager Palais seines Onkels Carlos von Auersperg. Das Duell mit Wilhelm Prinz zu Auersperg war das letzte zwischen Aristokraten in Österreich-Ungarn. Kolowrat-Krakowsky, der bei dem Schusswechsel unverletzt blieb, emigrierte danach in die USA.
Nach seiner Begnadigung durch Kaiser Franz Joseph I. kehrte Leopold Philipp Kolowrat-Krakowsky 1887 mit seiner im Exil gegründeten Familie nach Böhmen zurück und bezog das Schloss Bieschin. Im selben Jahre wurde ihm das mit dem Tode von Hans Kolowrat-Krakowsky (1794–1872) erloschenen Teinitzler Familienzweiges der Kolowrat-Krakowsky – das Fideikommissgut Teinitzl – zugesprochen. Zugleich bewirtschaftete er ab 1887 auch den Familienfideikommiss Groß Maierhöfen mit Pfraumberg und Dianaberg der erloschenen Linie Kolowrat-Nowohradsky. Die vereinigte Gutsherrschaft Teinitzl-Bieschin baute er durch Anwendung der Melioration und Kalkdüngung zu einer der modernsten in Böhmen aus, die Ziegelproduktion in Vacovy ließ er erweitern; auch das Gut Groß Maierhöfen wurde von ihm modernisiert. Nach dem Tode von Heinrich Kolowrat-Krakowsky (1826–1904) wurde er im Jahre 1908 auch Eigentümer der Familienfideikommissgüter Groß Maierhöfen und Košátky. Sein Hauptwohnsitz war das Schloss Teinitzl.
Bereits 1898 gehörte Kolowrat-Krakowsky zu den Mitbegründern des Österreichischen Automobil-Clubs und war von 1909 bis zu seinem Tode dessen Vizepräsident. Er war seit 1902 Besitzer des ersten Automobils im Bezirk Klattau. Am 10. Juni 1904 gehörte Leopold Philipp Kolowrat-Krakowsky zur Gründungskommission der Association Internationale des Automobile Clubs Reconnus. Als Förderer der Automobilität wurde Kolowrat-Krakowsky 1907 einer der ersten Privataktionäre von Laurin & Klement. Zwischen 1902 und 1909 war er Präsident des Klubs der Land- und Forstwirte in Wien. Er war zudem Ritter II. Klasse des Ordens der Eisernen Krone.

## Parlamentarier

### Böhmischer Landtag
Kolowrat-Krakowsky engagierte sich seit den 1900er Jahren auch landespolitisch. Im Jahre 1908 zog er in den Böhmischen Landtag ein. Das Mandat hatte er bis zu seinem Tode inne. Außerdem gehörte er den Bezirksausschüssen Klattau, Planitz und Pfraumberg an.

### Reichsrat
Am 23. Mai 1907 wurde Kolowrat-Krakowsky mit dem Mandat der Deutschen Agrarpartei in einer Stichwahl gegen Franz Walters (CSP) als Vertreter des neugebildeten Wahlbezirks 121 – Landgemeinden der Gerichtsbezirke Plan, Tachau und Pfraumberg in das Abgeordnetenhaus des Reichsrates gewählt. Er verstarb noch vor Ende der XI. Legislaturperiode.
In der Reichsersatzwahl konnte sich 1910 der Deutschagrarier Josef Mayer in der Stichwahl gegen den im ersten Wahlgang noch vorn liegenden Stichwahl Walters durchsetzen.
Kolowrat-Krakowsky schloss sich 1907 dem Deutschnationalen Verband an. Ab Dezember 1908 gehörte er dem Nationalverband der deutschfreiheitlichen Abgeordneten an und war dort Mitglied des Vollzugsausschusses. Im Februar 1910 wurde er Mitglied der Gruppe der deutschen Agrarpartei im Deutschen Nationalverband.

## Familie

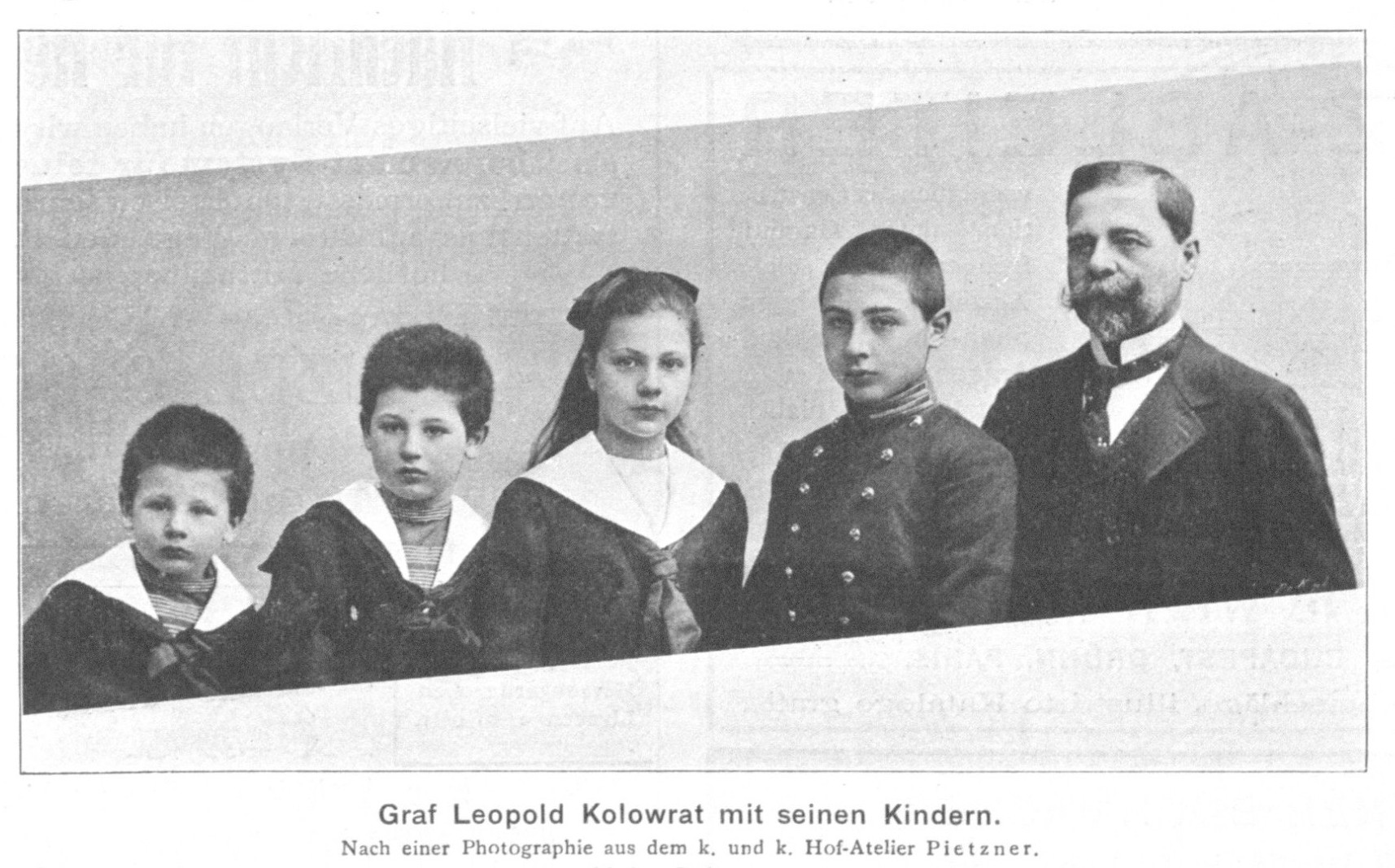
Leopold Kolowrat-Krakowsky mit seinen vier Kindern, Atelier Carl Pietzner (1903)

Im Jahre 1884 heiratete Kolowrat-Krakowsky in den USA Nadine Freiin von Huppmann-Valbella (1858–1942), eine Tochter des Zigarettenfabrikanten Joseph von Huppmann-Valbella aus Sankt Petersburg. Aus der Ehe gingen vier Söhne (Alexander "Sascha", Heinrich Ottokar, Friedrich und Heinrich) sowie drei Töchter (Katharina Bertha, Bertha Katharina und Bertha) hervor. Heinrich Ottokar sowie die Zwillinge Katharina Bertha und Bertha Katharina verstarben noch im Kindesalter. Erbe des Familienbesitzes wurde der jüngste Sohn Heinrich (1897–1996).